# Tina Klappenbach
Tina Klappenbach (* 26. März 1965) ist eine ehemalige deutsche Beachvolleyballspielerin. Sie war zusammen mit Cordula Borger 1992 und 1993 deutsche Vizemeisterin.